# Hapsifera hastata
Hapsifera hastata är en fjärilsart som beskrevs av László Anthony Gozmány. Hapsifera hastata ingår i släktet Hapsifera och familjen äkta malar. Inga underarter finns listade i Catalogue of Life.